# Kruidenbazaar

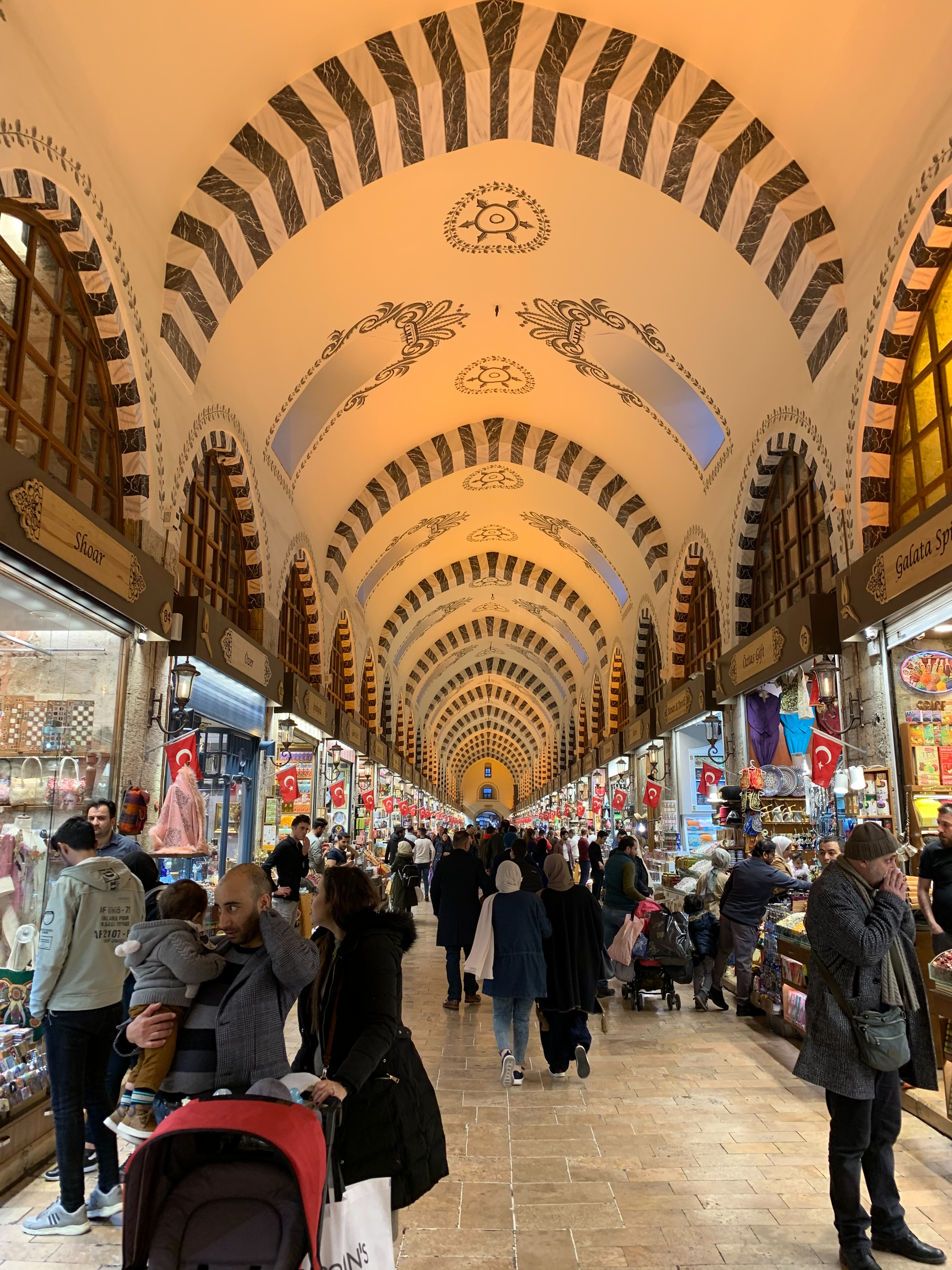
Binnen de Kruidenbazaar in Istanbul

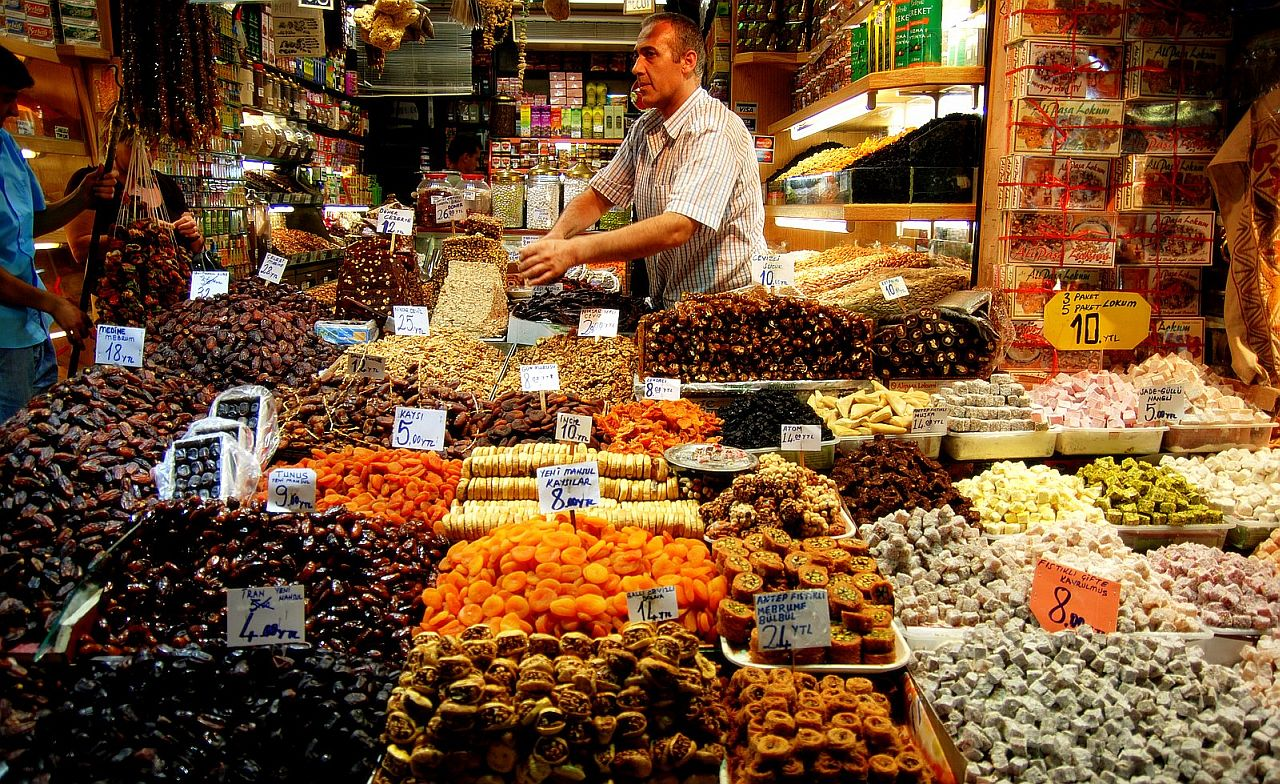
Gedroogd fruit en Turks snoepgoed

De Kruidenbazaar in de Eminönü-wijk van Istanboel (Turkije) is ook bekend als Egyptische Bazaar. Het is een van de oudste overdekte markten van de stad. Hij werd ontworpen door de toenmalige hoofdarchitect van het Ottomaanse Rijk, Mimar Kasım, die het jaar voor de opening (1660) overleed.
De bazaar bevindt zich naast de Yeni-moskee en de dierenmarkt; in de nabijheid van de Galatabrug.